# Rollkur

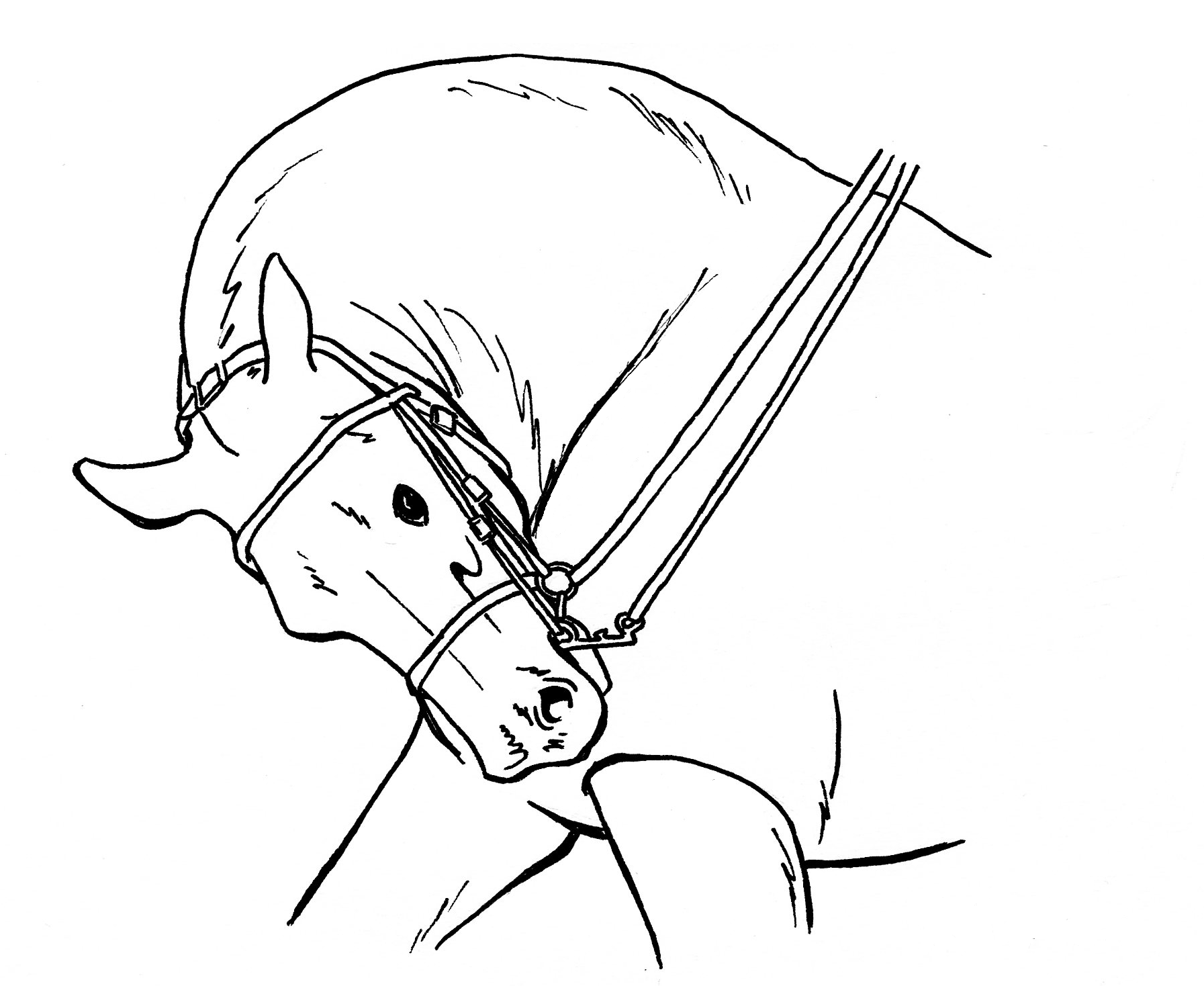
Tekening van de houding van het paard tijdens de rollkur

De rollkur, of Roll Kur, ook wel hyperflexie van de nek, is een controversiële techniek in de dressuur, die door de internationale overkoepelende paardensportbond Fédération Équestre Internationale (FEI) gedefinieerd wordt als 'door agressieve kracht afgedwongen buiging van de nek van het paard'. Bij de rollkurmethode wordt het paard getraind om de hals sterk gebogen en de neus op de borst te houden. De rollkur, sinds de jaren 70 van de 20e eeuw bekend uit het springen, is veel in de media gekomen door het succes van de, met name Nederlandse, dressuurpaarden die volgens deze methode zijn opgeleid. Voorbeelden zijn Totilas en de paarden van Anky van Grunsven. Met deze techniek wordt de inzet en het uitdrukkingsvermogen van sportpaarden vergroot, maar voor de dieren is het een onaangename houding. De rollkur is sinds 2005 onderwerp van conflict tussen de Nederlandse en Duitse paardensportbonden. In de daaropvolgende jaren ontstond er een levendige discussie in de paardensportwereld, vooral na de verspreiding van video's die mogelijk misbruik lieten zien. In februari 2010 is de rollkur officieel verboden door de FEI. Alleen de 'laag, diep en rond' (LDR) methode, waarbij de hals zonder gebruik van geweld buigt, is toegestaan. Deze techniek wordt door de meeste professionele dressuurruiters toegepast, maar het onderscheid tussen rollkur en LDR is niet eenvoudig.
De weerstand tegen de rollkur komt zowel van het grote publiek als van dierenartsen en ruiters. Deze is vooral gebaseerd op de pijn die een paard dat aan deze techniek wordt onderworpen, kan ervaren. Hoewel tegenstanders vinden dat het hier gaat om dierenmishandeling, wordt dit door vooral dressuurprofessionals en sommige dierenartsen weerlegd, zolang de rollkur wordt uitgevoerd door een ervaren ruiter en zonder gebruik van kracht.

## Terminologie
Het woord rollkur komt uit het Duits en werd voor het eerst gebruikt in 1992 in een artikel in het tijdschrift St. Georg. In dit artikel analyseerde prof. Heinz Meyer nieuwe trainingsmethodes in de dressuur. In eerste instantie betrof het een woordspeling, in analogie met de naam van een geneesmiddel voor bepaalde gastro-intestinale aandoeningen. Om de werking van het medicijn langs de hele maagwand te bevorderen moest de patiënt in verschillende houdingen rollen. Het woord rollkur werd overgenomen door Nederlandse en Engelse tijdschriften.
Omdat het woord rollkur moeilijk te begrijpen was voor het grote publiek, heeft de Fédération Équestre Internationale (FEI) in 2006 de officiële term 'hyperflexie van de nek' ingevoerd. Rollkur wordt echter tegenwoordig nog volop gebruikt, net als het Engelse equivalent van hyperflexie, overbending. Het acroniem 'LDR' voor 'laag, diep en rond' is bedacht door Sjef Jansen, trainer van de amazone Anky van Grunsven. Volgens de officiële definitie van de FEI is LDR de techniek waarbij de hals zonder gebruik van geweld buigt, voor een duur van minder dan 10 minuten. Dit onderscheid wordt echter niet door iedereen erkend. Kolonel Christian Carde, instructeur van het Cadre Noir, gebruikt rollkur en LDR door elkaar. Ook veeartsen Uta König von Borstel en Paul Mc Greevy spreken zich uit in een redactioneel artikel in het Veterinary Journal, zonder de woorden rollkur of LDR te noemen. Zij omschrijven elke houding waarbij de neus van het paard achter de loodlijn komt als dierenmishandeling. Zodra de neus van het paard achter de loodlijn komt, is het paard te diep ingesteld.

## Definitie
In het naslagwerk Equitation science beschrijven Paul D. McGreevy en Andrew N. McLean het begrip 'diep en rond' of 'rollkur' als 'een moderne manier om het paard te trainen zijn hoofd naar beneden te buigen, met de nek maximaal gebogen'. Kolonel Christian Carda omschrijft de rollkur als 'hyperflexie van de nek, waarbij de nek met geweld opgerold wordt'. De buiging is extreem waarbij de neus van het paard de borst kan raken. Bij de rollkur is de neus van het paard duidelijk achter de loodlijn, terwijl in de dressuur de neus van een verzameld paard in principe rond de loodlijn ligt. Natuurlijk kan een paard een dergelijke houding ook uit vrije wil aannemen, maar alleen voor even en zelden bij tempowisselingen. Voor een paard is dit geen natuurlijke houding. De rollkur is een typisch voorbeeld van de behoefte van de mens om een houding te bewerkstelligen die abnormaal is voor het paard.
De rollkur wordt voornamelijk gevraagd in de dressuur en wordt algemeen gebruikt tot op olympisch niveau. De rollkur wordt daarnaast gebruikt in het springen, in het western rijden en zelfs in de mensport. De discussie reikt echter niet tot aan het springen, waar het gebruik van hulpteugels om rollkur te rijden nog steeds toegestaan is.
De houding kan in alle drie de gangen worden gevraagd. Er zijn duidelijke verschillen in manier waarop de rollkur wordt verkregen en hoe lang deze wordt aangehouden. De rollkur kan worden afgedwongen door te strakke hulpteugels, met name door de slofteugel. Sommige ruiters fixeren hun handen of trekken aan de teugels totdat het paard zijn kaak naar achter beweegt als antwoord op de druk die op het bit en de neusriem wordt uitgeoefend, wat neerkomt op het met geweld afdwingen. De rollkur is controversieel, zowel op het gebied van dierenwelzijn als op de plaats die het heeft in de dressuursport. Sommigen zien het als onjuist verzamelen. Hoewel de effecten van de rollkur uitgebreid gedocumenteerd zijn, ontbrak lange tijd de wetenschappelijk onderbouwing. Deze heeft ook weinig invloed op de praktijk. De rollkur is symptomatisch voor de conflictcultuur die heerst in de klassieke dressuursport, vooral tussen de voorstanders van de klassieke rijkunst en hen die een meer moderne vorm van wedstrijdsport voorstaan. Veel ruiters en sommige wetenschappers veroordelen de rollkur, maar anderen zijn van mening dat een veroordeling neer zal komen op een totaalverbod op het buigen van de nek bij het paard.

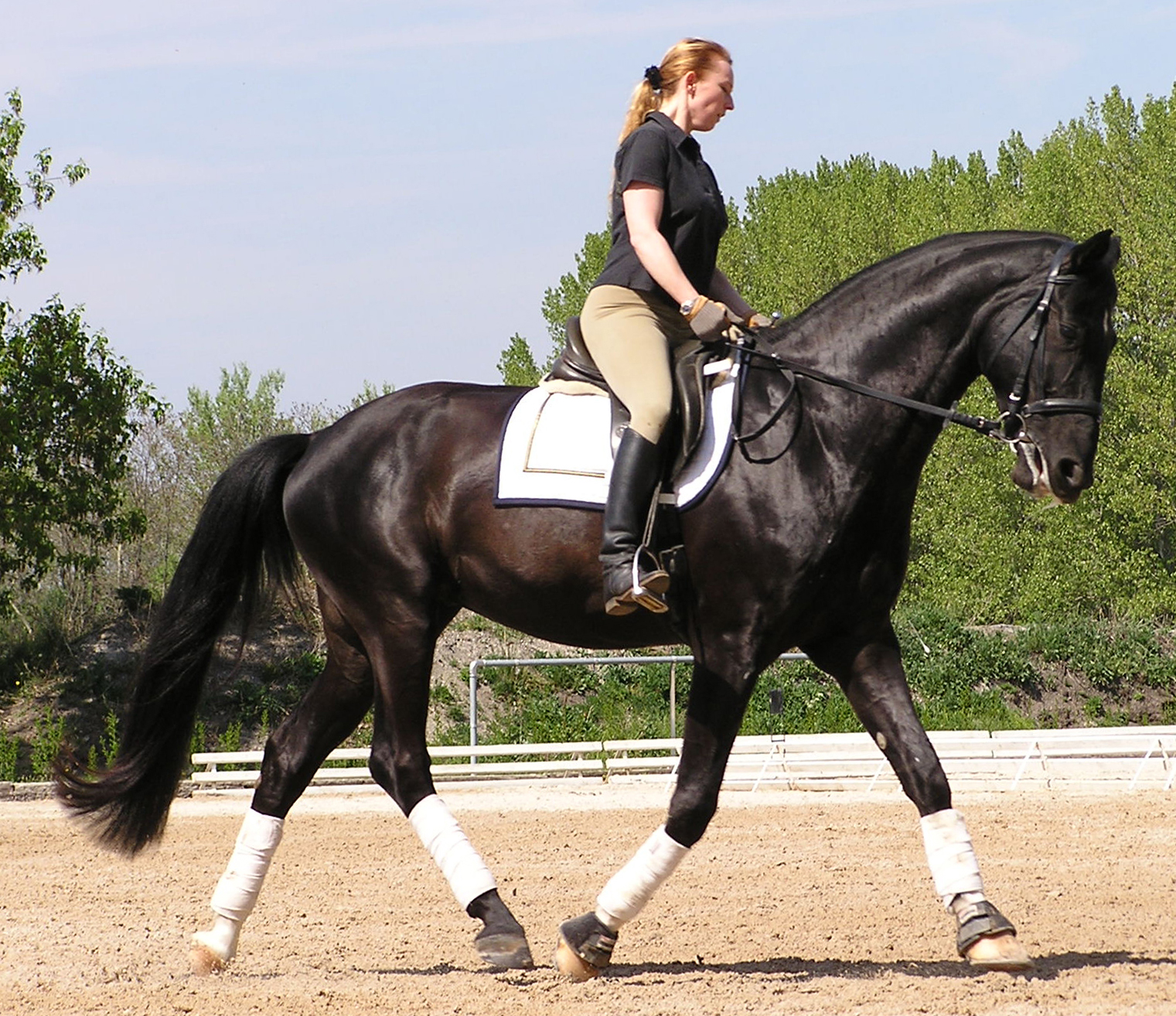
Verticale houding van het hoofd van een dressuurpaard. De nek is het hoogste punt.
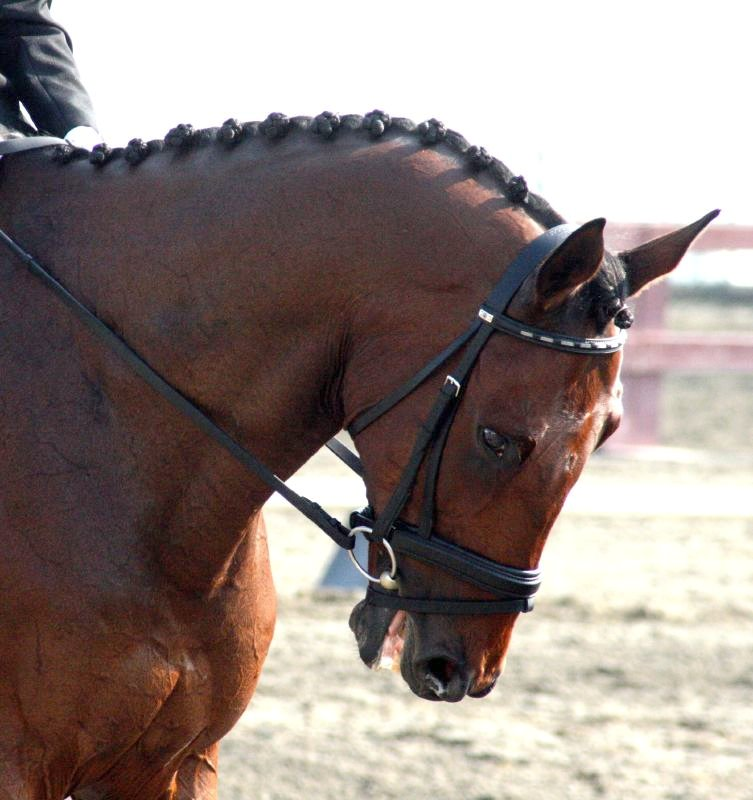
Te diep ingesteld paard, achter de loodlijn. De derde nekwervel is het hoogste punt.

### Belang van de rollkur
Er zijn veel studies gewijd aan de rollkur. Volgens een literatuurstudie uit 2015 laat 26% van de gepubliceerde onderzoeken een positief effect op het paard zien vanuit sportief oogpunt, terwijl 23% een negatief effect aangeeft. De resterende 46% meldt te verwaarlozen of tegenstrijdige effecten. De rollkurmethode staat erom bekend de 'uitdrukkingskracht' van het dressuurpaard te vergroten. Het paard zou er soepeler van worden en beter door verzamelen, wat de inzet van het achterbeen vergroot die daarmee actiever en krachtiger wordt. Een onderzoek toont aan dat de paarden meer aandacht hebben voor de commando's van hun ruiter, dat ze beter bewegen als ze in de rollkur worden gereden en dat flexibiliteit en inzet verbeteren. De onderzoekster Christine Aurich is van mening dat de houding achter de loodlijn (de zogenaamde LDR) een gunstig effect heeft op de lenigheid van het paard. Voorstanders van de rollkur stellen ook dat het jonge paard deze houding van nature aanneemt om de ruiter te dragen, wat hem in staat zou stellen de rugspieren te versterken.

### Problemen in verband met de rollkur

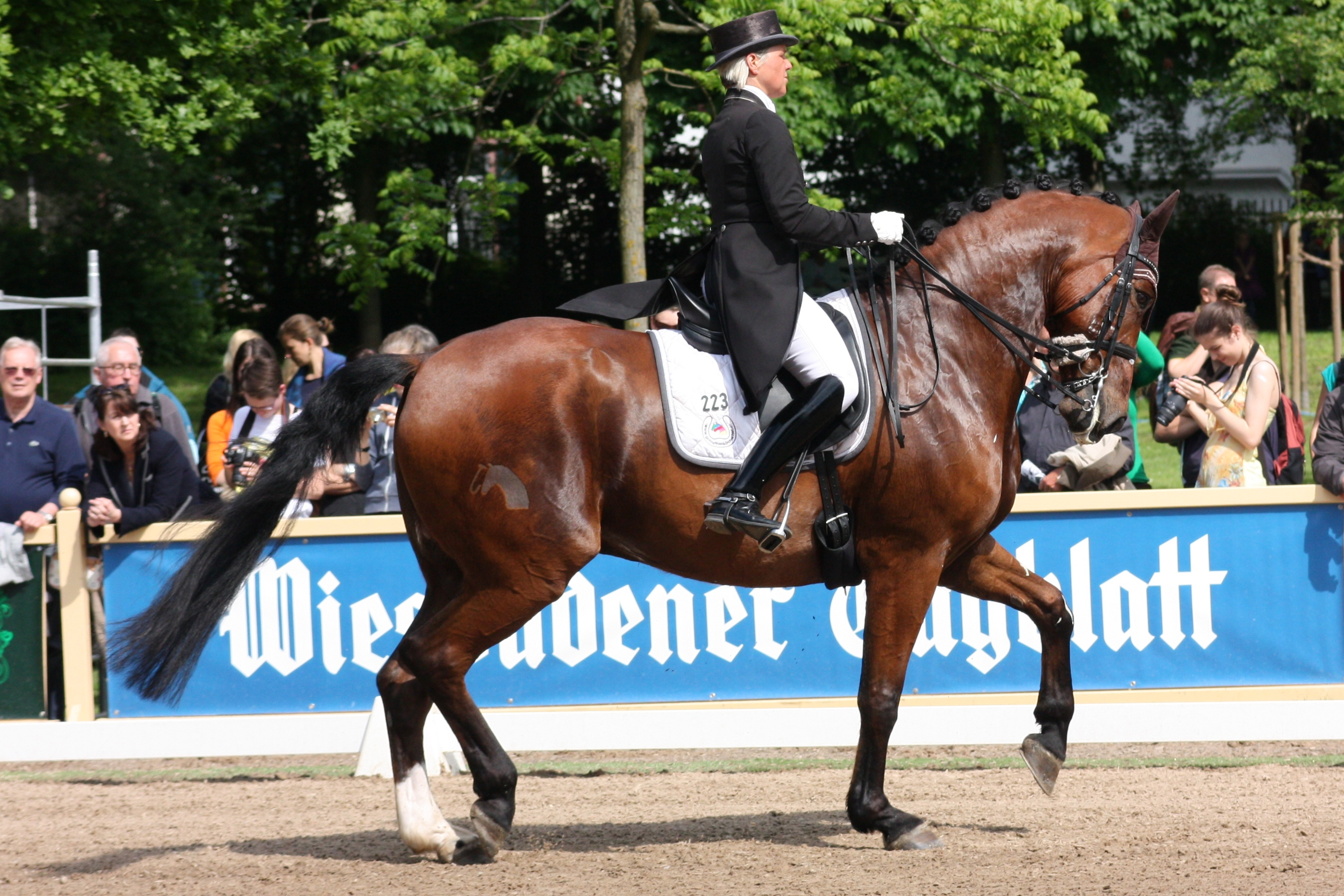
Duitse dressuurruiter die zijn paard achter de loodlijn rijdt: de plooien bij de hoofd-halsovergang zijn duidelijk zichtbaar.

Dr. Uta König von Borstel's analyse komt tot de conclusie dat jonge paarden onder dwang in rollkur lopen (met hun neus achter de loodlijn) om onder de druk van het bit en de neusriem uit te komen. De Zweedse onderzoeker Lars Roepstorff weerlegt het belang van de rollkur met gebruik van de slofteugel om zo te leren verzamelen. Daarbij wordt immers het gewicht van het paard op het voorste deel van het lichaam overgebracht terwijl dit bij een echte verzameling naar de achterhand verplaatst moet worden. Verschillende veeartsen zijn van mening dat paarden die langdurig volgens de rollkurmethode worden getraind, gezondheidsproblemen ontwikkelen. Gerhard Heuschmann legt aan de hand van analyses en onderzoeken in zijn werk Dressuur onder vuur uit dat het forceren van de rollkur ernstige schade aan de ligamenten van de nek en de voorste halswervels toebrengt. Ook vindt er beschadiging plaats van het bewegingsapparaat in z'n geheel en van de verbinding van de nek met de rest van het paardenlichaam in het bijzonder. Het vermoeden bestaat dat de rollkur leidt tot het asymmetrisch wegzetten van het linkervoor- en rechterachterbeen en andersom, in draf en galop. Leop Jeffcott, hoofd van de veterinaire dienst van de FEI, stelde tijdens de lentevergadering van 2006 de problemen vast waar het paard dat gedwongen wordt tot de rollkur, tegenaan kan lopen:
- Samenpersing van de weke delen van keel en strottenhoofd, waardoor de ademhaling belemmerd kan worden. Een endoscopisch onderzoek, uitgevoerd door dierenarts Ulf-Michael Stumpe, bracht alarmerende resultaten aan het licht. Bepaalde haarvaten rond de keel sprongen onder druk. Ademhaling en bloedcirculatie van het paard worden beïnvloed bij iedere hoofd- en halshouding anders dan de natuurlijke, waarbij die van de rollkur de meeste schade aanricht. De ademhaling van paarden in rollkur wordt luider.
- Beperking van het gezichtsveld. Om voor zich te kunnen blijven zien, draait het paard de ogen naar voren, wat pijn veroorzaakt. Deze beperking van het zicht zou wel eens de belangrijkste bron van stress kunnen zijn in de rollkur, waardoor paarden met het hoofd gaan schudden om hieraan te kunnen ontsnappen.
- Op lange termijn: overbelasting van de wervels. Gebruik van een strakke neusriem om het effect te versterken en te verhinderen dat het paard de mond openspert om onder de druk van het bit op de kaak uit te komen. Om dit te voorkomen is de hoge neusriem zonder sperriempje zeer geschikt.
- Beschadiging van zenuwweefsel in het bovenste deel van de wervelkolom;
- Degeneratie van de tussenwervelschijf in de halswervels. Net als bij de mens versmalt de nek als deze verlengd wordt, terwijl buiging de nek verbreedt.
- Ontstekingen in de hals en de onderkaak. Gabriele Pochhammer (St. Georg) merkt op dat sommige paarden in de rollkur bulten vertonen bij de basis van de nek en zwellingen bij de hoofd-halsovergang ter hoogte van de onderkaak. Door het aanhoudend trekken aan de teugels om de neus achter de loodlijn en de mond vlak bij de borst te krijgen, zal het paard in de rollkur door aangeleerde hulpeloosheid deze houding aannemen, zelfs als de ruiter dit niet wil.

### Vraagstuk van dierenwelzijn
Het is moeilijk na te gaan of de, al dan niet gedwongen, rollkurhouding onder een ruiter pijn of blessures bij het paard kan veroorzaken. Kenmerkend voor het paard is dat het weinig signalen afgeeft als reactie op pijn, waardoor pijn moeilijker te ontdekken is. De geschatte tijdsduur waarvoor de rollkur gevraagd of geëist kan worden is zeer variabel. De kortste schatting is 20 tot 30 seconden, de hoogste, waaronder die van Nederlandse veeartsen, bedragen 20 tot zelfs 30 minuten. Ook de standpunten met betrekking tot de schadelijkheid van de rollkur voor paarden lopen uiteen. Veearts Gerhard Heuschman is van mening dat het de halswervels beschadigt, en hij wordt hierin ondersteund door röntgenfoto's. In 2006 presenteerde dr. Emile Weller echter röntgenfoto's van twee olympische paarden, Bonfire en Salinero, die getraind waren in rollkur en die volgens hem 'een bijna perfecte structuur in het nekgebied' lieten zien. Ook dr. René van Weeren is van mening dat een goede ruiter een paard niet kan 'verpesten' met de rollkur. Verschillende op deze manier opgeleide paarden hebben immers medailles gewonnen, soms wel op drie opvolgende Olympische spelen, wat getuigt van een lange sportieve carrière.
Volgens de analyse van C. Wayne McIlwraith en Bernard E. Rollin in hun boek Equine Welfare, komen misstanden vaker voor op de lagere dressuurniveaus, vanwege de incompetentie van ruiters en trainers. Op het hoogste niveau komt dit voornamelijk vanwege de verkeerde beoordeling van de fysieke en mentale capaciteiten van het paard. Zo ziet Carlos Henriques Pereira geen enkel probleem zolang de rollkur maar met mate gevraagd wordt en het paard eerst nageeflijk is. Ook de wetenschappelijke analyses zijn in tegenspraak met elkaar. Een Duits onderzoek uit 2003 en twee Nederlandse onderzoeken uit 2006 ontdekten geen problemen die toe te schrijven waren aan de rollkur, terwijl diverse andere onderzoeken uitgevoerd tussen 2008 en 2014 de rollkur met dierenmishandeling gelijkstellen. Een labyrinthtest toonde aan dat paarden de voorkeur geven aan het vermijden van de rollkur. Omdat er verschillende manieren zijn om de rollkur uit te voeren, is het ook moeilijk om deze te evalueren. Sommige manieren zijn pijnlijker voor het paard dan andere, vooral wanneer de ruiter de flexie door dwang verkrijgt. Professor René van Weeren concludeert dat geen van deze studies de negatieve effecten van rollkur op de anatomie, fysiologie en het welzijn van het paard aantoont, behalve wanneer deze onder dwang wordt verkregen.
Eind 2015 heeft Uta Koenig von Borstel alle gepubliceerde onderzoeken over dit onderwerp op een rijtje gezet. In 88% van de onderzoeken wordt de conclusie getrokken dat de rollkur schadelijk is voor het welzijn van het paard. In slechts 1 onderzoek (1,8%) werd geconcludeerd dat de rollkur een positief effect heeft op het paard, met een vermindering van stress na de training.

### Wetgeving
Zwitserland heeft de rollkur verboden (bij wedstrijden en in de training), evenals de FEI, wanneer deze 'door agressieve kracht' afgedwongen wordt. Alleen LDR (laag, diep en rond) is toegestaan tijdens het losrijden bij internationale wedstrijden van de FEI, indien deze minder dan 10 minuten gevraagd wordt en 'zonder gebruik van geweld'. Iedere houding die te lang van het paard gevraagd wordt, of die nou te hoog of te laag is, is verboden als deze wordt afgedwongen. Het 'lang, diep en rond' en het 'laag, diep en rond' worden als aanvaardbare rektechniek genoemd in de instructies die de leden van de dressuurjury van de FEI ontvangen. Deze kunnen afgewisseld worden met de meer extreme houdingen (te gebogen of te hoog), die maximaal 10 minuten aangehouden mogen worden.

## Geschiedenis

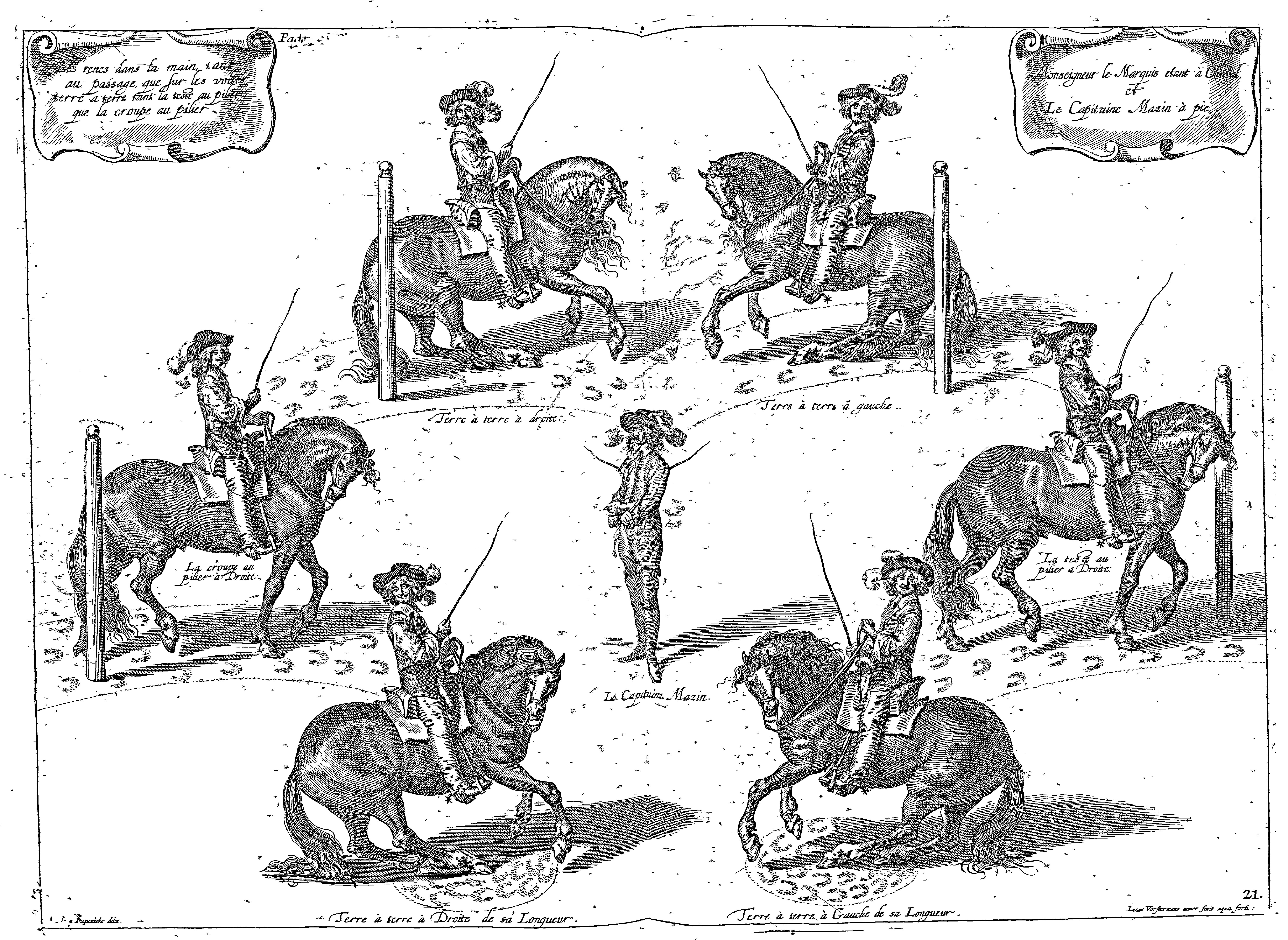
Klassieke dressuurpaarden met gebogen halslijn, 1737

### Oorsprong
Flexie van de nek is niets nieuws. Het paard beschikt over een breed scala aan halshoudingen en sommige oude iconografieën laten al iets zien wat op hyperflexie lijkt. In de klassieke rijkunst beheersten de Grands Écuyers uit de barok, zoals Francois Robichon de la Guérinière dit principe al. Carlos Henriques Pereira vergelijkt de rollkur met het 'overdreven bijzetten' dat door instructeur Francois Baucher in de 19e eeuw werd onderwezen. Hij beoogde het uitrekken van de nek waarbij de kin ter hoogte van de borst gebracht werd, om de beweeglijkheid van het paard onder een ervaren ruiter te vergroten. Volgens Christian Carde kan deze techniek vergeleken worden met de rollkur, die met kracht afgedwongen wordt.
In het boek Dressage méthodique du cheval de selle wordt gesteld dat 'dit nooit gedaan mag worden tot het moment dat er maximale oprichting van de nek bereikt is en deze onderhouden kan worden in stap, draf en galop, waarbij het paard licht en veerkrachtig gaat en nageeft zonder zijn hoofd te bewegen'. Etienne Beudant, een van de leerlingen van Baucher, raadt ook af om geweld te gebruiken.

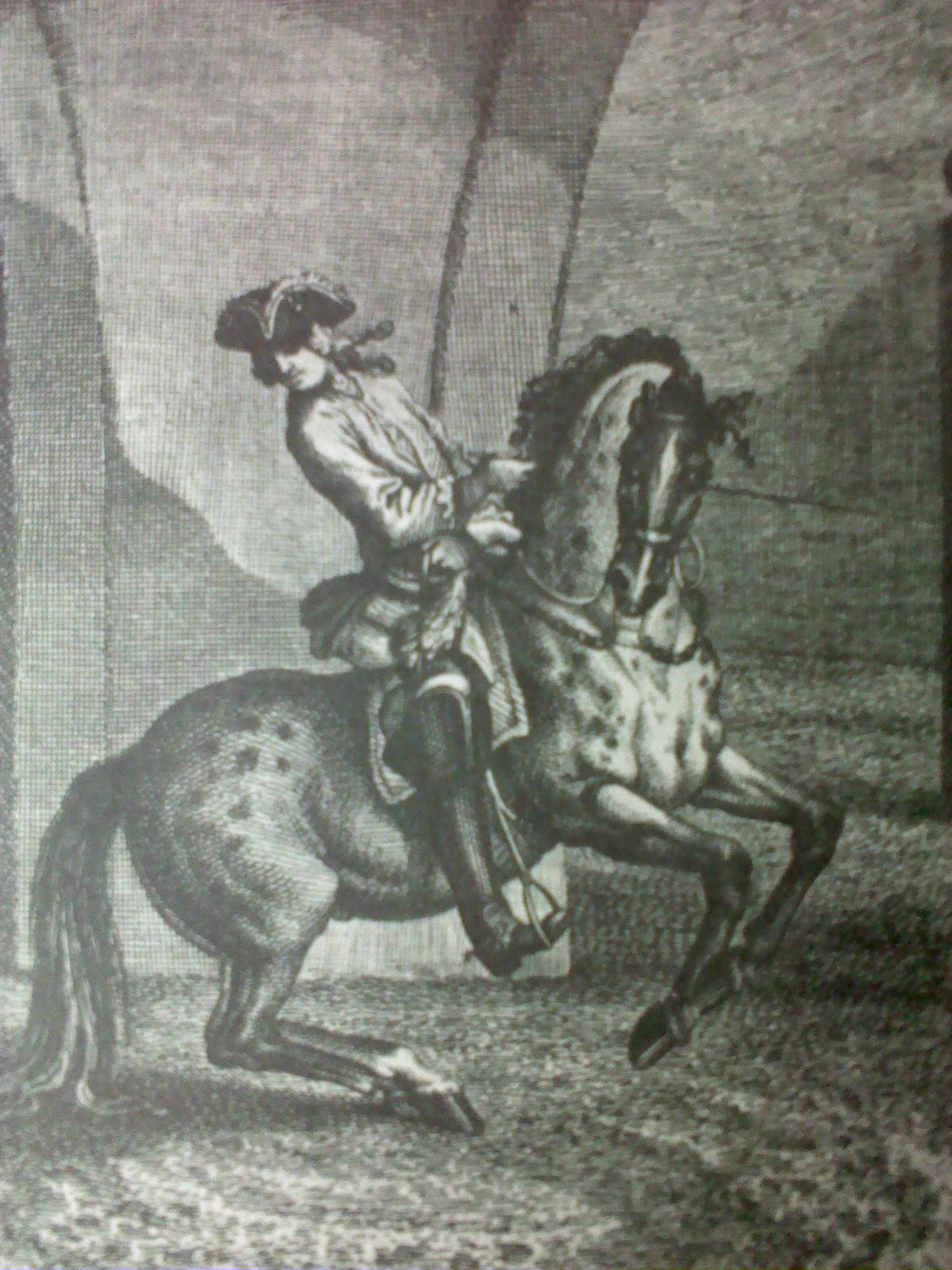
Gravure van Johann Elias Ridinger. Pirouette in de klassieke rijkunst, lijkend op de houding in de rollkur.
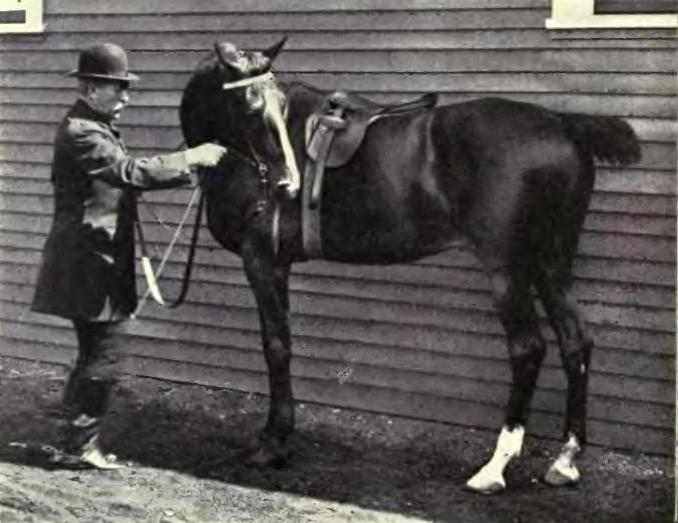
Flexie van de nek van een paard, in 1922

Hoewel hij nooit het woord "rollkur" gebruikte, anticipeerde de Duitse paardenkenner Gustav Rau al in 1921 op deze tendens in dressuurwedstrijden:
«Mensen brengen het paard in een houding waarin ze denken dat ze het paard op de meest veilige en gemakkelijkste manier onder controle kunnen houden. Vervolgens ontwikkelen ze systemen die lijden veroorzaken […]. Overal om me heen heb ik het lijden van paarden gezien die zijn verpest door ongeschoolde ruiters […]. De meeste mensen voelen niet wat goed en wat fout is […]. Bij veel paarden wordt de nek naar beneden en het hoofd naar de borst getrokken. […] Dit geweld verhindert het normaal functioneren van het paard.»
— Gustav Rau, Altgold. Die Geschichte eines Kriegspferdes12

### Opkomst en verspreiding
De rollkur deed zijn intrede in de springsport eind jaren '60 of begin jaren '70, op instigatie van de broers Alwin en Paul Schockemöhle. Van de dressuuramazone Nicole Uphoff is bekend dat zij deze techniek uitoefende op haar paard Rembrandt, met name in de jaren 1988 tot 1995. De rollkur verspreidde zich snel onder professionele ruiters bij de voorbereiding van de dressuurpaarden op wedstrijden, omdat er uitstekende resultaten mee bereikt konden worden. Veel internationale ruiters namen de techniek over. De techniek werd populair door Sjef Janssen, trainer van de Nederlandse amazone Anky van Grunsven.
Vervolgens wilden veel amateurruiters de toppers in de dressuur nadoen en pasten ook zij de techniek toe. De rollkur had een grote invloed op de dressuur en werd vooral in Nederland gebruikt. In 1992 gaf professor Heinz Meyer de naam rollkur aan deze techniek.
Uit een onderzoek naar dressuurwedstrijden dat tussen 1992 en 2008 gehouden werd, bleek een samenhang tussen de algemene toepassing van de rollkur bij het trainen van paarden, het toekennen van hogere punten door de dressuurjury en de overgang naar een meer achter de loodlijn gaand paard dat de hals oprolt in wedstrijden. De zoektocht naar flexie en vervolgens naar hyperflexie is een soort moderne obsessie in de paardensport geworden.

### Discussie
Totilas, gereden door Edward Gal, is een van de beroemdste paarden die getraind is met de rollkur. Volgens Christian Carde ging de discussie rondom de rollkur terug tot het jaar 2004 en de FEI kondigde in januari 2005 aan dat er een bijeenkomst georganiseerd zou worden om een oplossing voor het probleem te vinden. Het debat was bijzonder heftig, en er ontstonden pittige en verhitte discussies binnen de hippische gemeenschap, doorspekt met beschuldigingen van mishandeling. De Nederlandse wetenschapper René van Weeren betreurde 'de boodschappen van haat en intolerantie van de militante minderheid, die ruiters, trainers en sponsors van evenementen persoonlijk aanvalt […]. Maar hun argumenten zijn alleen gebaseerd op emotie, niet op feiten'. Het debat heeft bijgedragen aan een negatief imago van de dressuur bij het grote publiek toen bekend werd hoe paarden werden behandeld.

#### Hoe de discussie ontstaan is (2005-2006)
Een artikel van Gabriele Pochhammer, hoofdredactrice van het Duitse paardenblad St. Georgnd, voedde vanaf 2005 het debat. Zij bekritiseerde de rollkurmethode die de Nederlandse ruiters gebruikten, door deze te vergelijken met een 'bijna-overtreding'. Hiermee trok ze internationale aandacht, net voor het begin van de Europese Kampioenschappen Dressuur waar de rivaliteit tussen Duitsland en Nederland groot is. De Deutschen Reiterlichen Vereinigung (de Duitse paardensportbond) sloot zich op 31 juli aan bij deze aanklacht door de rollkur, door deze te veroordelen als 'verkeerde doctrine'. Andere artikelen in de pers, met name in Der Spiegel, herhaalden deze discussie. Zij veroordeelden de internationaal werkende Nederlandse trainer Sjef Janssen, die onder andere werkte met Anky van Grunsven en Edward Gal. De rollkur werd in die artikelen beschreven als een houding die voor langere tijd aangehouden werd en waarbij de hals van het paard duidelijk naar beneden gebogen is en de neusgaten bijna de borst raken, waardoor het dier gedwongen wordt zich geheel te onderwerpen. Om het conflict op te lossen, reageerde de FEI.
Op 31 januari 2006 bracht de FEI 60 professionals uit de paardensportwereld bijeen om over de rollkur te discussiëren. De FEI concludeerde dat de rollkurtechniek geen leed veroorzaakte zolang deze door een goede ruiter op een correcte manier gevraagd werd. In het voorjaar van 2006 verzocht Leo Jeffcott, hoofd Veterinare Dienst van de FEI om een meer gedetailleerde analyse van het letsel dat een paard kon oplopen in de verschillende rollkurhoudingen. In de loop van 2006 werden er in Nederland twee studies gedaan. De onderzoeker Eric van Breda bestudeerde de training van wedstrijdpaarden die aan de rollkur gewend waren. Volgens hem veroorzaakt de rollkur geen stress en is deze dus geen mishandeling. Het onderzoek van Oldenruitenborgh-Oosterbaan en haar team vergeleek paarden in de rollkur met andere paarden in een natuurlijke houding. Zij kwam tot de conclusie dat de hartslag van een paard in rollkur slechts licht toeneemt en andere meetbare waarden geen afwijkingen lieten zien.

#### Gevallen van misbruik (2007-2012)
De discussie laaide weer op in 2007 door de verdenking van mishandeling van dieren die via deze methode werden opgeleid. Een pony uit het Nederlandse dressuurteam werd 15 minuten in rollkur gelongeerd in een losrijbaan van het Europees Kampioenschap Pony's in Freudenberg. In april 2008 verzette de FEI zich voor de eerste keer officieel tegen de rollkur toen een lid van de veterinaire dienst verklaarde dat 'er grote bezorgdheid bestond over het welzijn van het paard indien deze techniek niet correct wordt toegepast'. Het succes van de Nederlandse hengst Totilas, drievoudig wereldkampioen dressuur, droeg ook bij aan de bekendheid van de rollkur. De tweede eigenaar van Totilas, de Duitser Paul Schockemöhle, werd in 2012 door diverse dierenrechtenorganisaties beschuldigd van mishandeling.
De discussie werd nog versterkt door de verspreiding van video's die opgenomen waren tijdens de voorbereidingen op dressuurproeven. De Zweedse ruiter Patrik Kittel reed zijn paard los in rollkur en in galop voor een dressuurwedstrijd in Odense in 2009. Hij reed lang los, langer zelfs dan de voorstanders van de rollkur hadden aanbevolen. De tong van zijn paard Watermill Scandic werd blauw, hing uit zijn mond en raakte bij elke pas zijn kaak, waarschijnlijk door de druk van het bit en de neusriem. Er circuleerde een video die een protestreactie uit de paardenwereld op gang bracht. Kittel ontving zelfs doodsbedreigingen. In februari 2012 bezocht een dierenbeschermingsorganisatie een stoeterij in Zuid-Afrika, waar ze Hackneys zagen die met dunne koorden in rollkurhouding vastgezet waren, waardoor er snijwonden waren ontstaan.
Deze praktijken, die ook wel vergeleken werden met 'marteling' zouden zorgen voor 'meer attente' paarden in de aangespannen sport, met een houding van de nek die als 'mooier' werd aangeduid. In hetzelfde jaar concludeerden Deense en Nederlandse onderzoekers in een studie dat paarden na 10 minuten gedwongen rollkur een verhoogd stressniveau kregen. In augustus 2014 toonde een analyse van verschillende hoofdhoudingen van dressuurpaarden aan dat paarden die achter de loodlijn werden gereden meer tekenen van stress en ongemak lieten zien (zoals zwaaien met de staart) dan paarden die op of voor de loodlijn liepen.

### Officiële verboden
Het besluit van de FEI om in 2009 een nieuw onderzoek naar de rollkur te doen, was het resultaat van de discussie rondom Patrik Kittel. Een eerste vergadering leidde tot het goedkeuren van de rollkur. Ruiters die op ernstige dierenmishandeling zouden worden betrapt, konden een gele kaart krijgen. Er volgden vele petities, waarmee in totaal meer dan 40.000 handtekeningen verzameld werden. Daarna werd een nieuw onderzoek gestart.
Vanaf 9 februari 2010 onderkende de FEI een verschil tussen de rollkur en de LDR-houding, die 'zonder agressieve kracht' bereikt werd. De FEI heeft de rollkur die 'door agressieve kracht' wordt verkregen verbannen. Deze beslissing werd gemengd ontvangen. Tegenstander Gerhard Heuschmann verwelkomde het verbod, waarin hij 'een grote stap op het gebied van dierenwelzijn' zag. Professor René van Weeren was ook van mening dat de FEI de juiste beslissing had genomen vanuit puur wetenschappelijk oogpunt. Niet de rollkurhouding als zodanig moest veroordeeld worden, maar de manier waarop deze bereikt werd. Kolonel Christian Carde daarentegen vond de beslissing absurd, in zijn ogen was de rollkur en de LDR-houding hetzelfde. Na drie jaar kwam het blad Cheval Savoir tot de conclusie dat de beslissing van de FEI 'krachteloos' was.
De nationale paardensportbonden moesten de regels van de FEI toepassen, waarbij er bepaalde specifieke kenmerken per land waren. De Duitse paardensportbond was van mening dat hyperflexie 'absoluut onaanvaardbaar' is. Op 12 januari 2014 verbood Zwitserland de rollkur bij wedstrijden en bij de training als die gericht was op het 'gedwongen in hyperflexie houden van de nek van het paard'.

### Sinds het verbod
Ondanks het officiële verbod werden er geen waarschuwingen gegeven aan trainers en dressuurruiters die bekend stonden om het gebruik van de rollkur. Verschillende waarnemers merkten op dat de rollkur nog steeds illegaal toegepast werd in de dressuurtraining op hoog niveau, en ook tegenover internationale jury's. Het team van het Duitse blad St. Georg filmde en postte video's die opgenomen waren tijdens de Wereldruiterspelen van 2010 in Lexington, waarop te zien was dat deelnemers hun paarden losreden in rollkur. Er werd gedreigd met een boycot van de Olympische Spelen van Londen in 2012, vooral vanwege de deelname van Kittel. Volgens een artikel in The Examiner reed Adelinde Cornelissen daar haar paard voor de jury en het publiek los in rollkur. Hoewel ze logischerwijs gediskwalificeerd had moeten worden, won ze toch de zilveren medaille in de kür. Tijdens deze zelfde Spelen was Patrik Kittel te zien op foto's waarop zijn paard met zijn neus tegen de borst liep. De dressuurjury oordeelde echter dat dit minder dan 10 minuten had geduurd en dus reglementair was.
In 2013 werd ook in Denemarken het debat gevoerd, toen bekend werd dat bij de nationale Kampioenschappen Dressuur de paarden tijdens het losrijden in rollkur werden gereden. De organisatie van de Europese Kampioenschappen Dressuur, die in augustus 2013 in Denemarken werden gehouden, stelden strenge voorwaarden aan de pers om toegelaten te worden, waarschijnlijk om te voorkomen dat er beelden van de rollkur werden gemaakt. Tijdens de Wereldruiterspelen van 2014 in Normandië werd de toegang tot de losrijring van de dressuur verboden voor de pers. Op een officiële video kon het team van Cheval Savoir zien dat het paard van Patrik Kittel opnieuw een blauwe tong had.
Na de publicatie van foto's van de Deense ruiter Andreas Helgstrand die zijn paard Tørveslettens Stamina met de neus op de borst losreed, barstte in juli 2015 een nieuwe discussie los. Deze foto's, die meer dan 50.000 keer op sociale media werden gedeeld, trokken de aandacht van de FEI. Helgstrand verdedigde zich door te zeggen dat deze houding niet met afgedwongen kracht tot stand was gekomen.

## Verzet tegen de rollkur

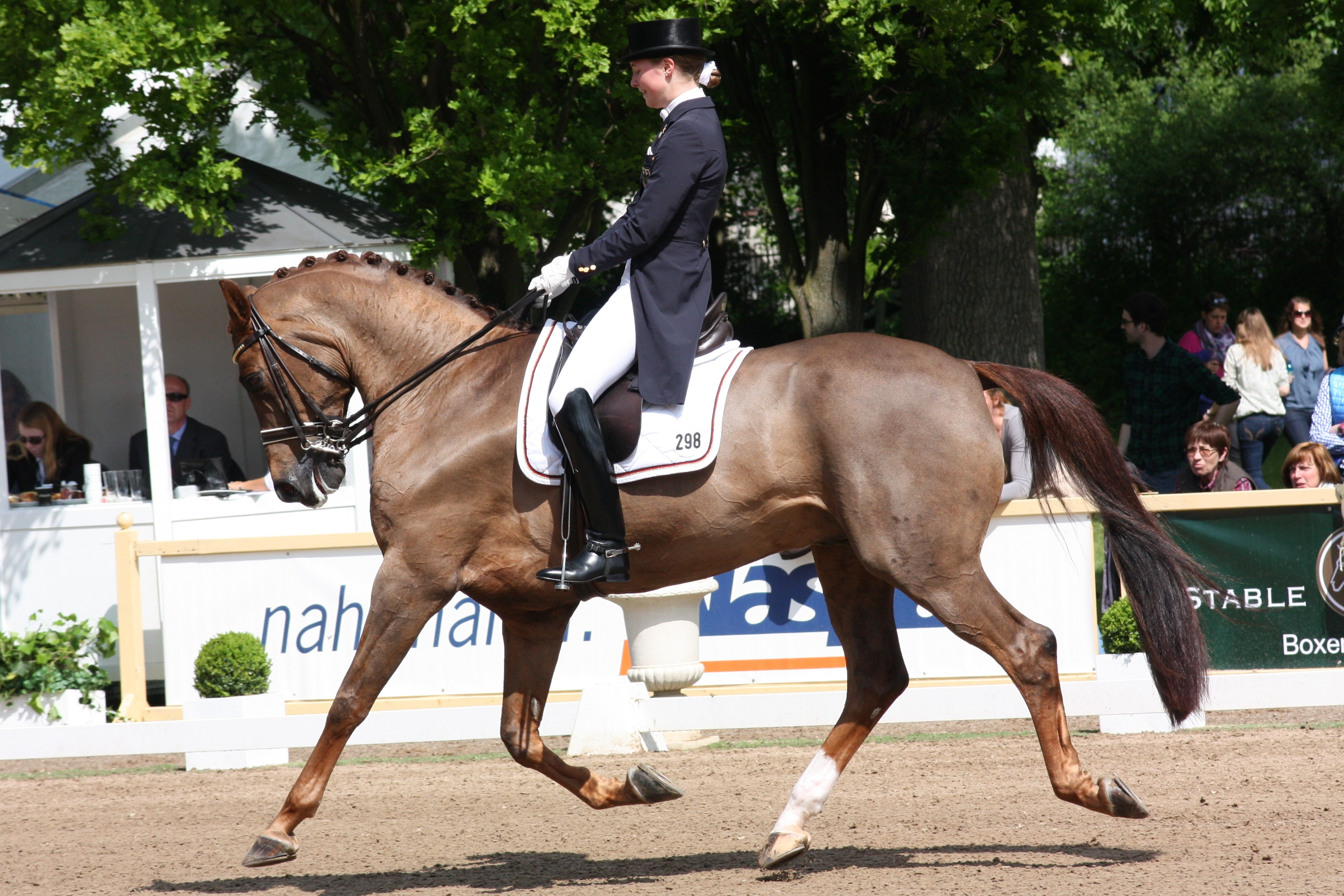
Duitse amazone die een paard met 'opgerolde' hals en de neus achter de loodlijn rijdt, in 2013

Het verzet tegen de rollkur wordt vrij breed gedeeld in de paardenwereld. De Duitse professor en veearts Gerhard Heuschmann, die een van de eersten was die tegen de rollkur protesteerde, werd voorvechter in de strijd tegen de rollkur. Hij heeft speciaal een film hierover gemaakt. Vanuit Duitsland werd de website no-rollkur.com online gezet om 37.000 tegenstanders bij elkaar te krijgen en handtekeningen te verzamelen via een petitie. Hierin werd gesteld dat de methode, ongeacht de naam (rollkur, LDR of hyperflexie) voor alle betrokken disciplines algemeen onaanvaardbaar was. De Duitser Klaus Balkenhol (vicevoorzitter van de vereniging Xénophon en voormalig dressuurruiter), majoor Paul Stecken (nestor van de Duitse cavalerie en trainer van de olympische ruiters) en Michael Due (veterinair van de Duitse paardensportbond) stemden tegen. De eminente trainer Walter Zettyl schreef dat 'helaas deze arme paarden niet in staat zijn hun pijn uit te schreeuwen... Onze Grootmeesters zouden zich in hun graf omdraaien als ze konden zien wat er van onze mooie dressuursport is geworden'. In de Verenigde Staten worden in elk geval sinds 2006 T-shirts verkocht met de opdruk 'No Rollkur'.

### Tegenstand van de pers en onderzoekers
Naast het Duitse blad St. Georg, bekend om zijn onderzoek en zijn rol bij het op gang brengen van de discussie, spreekt ook het Franse tijdschrift Cheval Savoir zich al sinds zijn oprichting in 2009 uit tegen de rollkur, met name via kolonel Christian Carde. Het tijdschrift Cheval magazine publiceerde diverse artikelen tegen de rollkur, maar in november 2015 werd in een artikel een ander standpunt ingenomen. Jean-Pierre Digard bekritiseerde de nieuwe ruiters die 'weigeren een afweging te maken omtrent de dwang die op het paard wordt uitgeoefend, zoals bij het oprollen van de hals'. Dat zou 'niet overeenkomen met de waarden waar de dressuur voor staat'. De onderzoekers van de Universiteit van Guelph en de Universiteit van Uppsala die aan dit onderwerp hadden gewerkt, spraken zich uit tegen de met kracht afgedwongen rollkur, zonder dat ze openlijk de strijd aangingen. Zij beargumenteerden dat het paard 'een zeer groot gevoel van discomfort ervaart in deze houding'.
Dr. Uta König von Borstel en professor Paul McGreevy ondertekenden in december 2014 een redactioneel artikel in het maandblad Veterinary journal, waarin zij zich verzetten tegen alle vormen van paardensport waarbij het paard achter de loodlijn moest lopen. Ze vroegen de FEI om de reglementen van dressuurwedstrijden aan te passen om de trend, die positief was voor de rollkur, om te buigen.

### Non-conformiteit met het reglement van dressuurwedstrijden
Kolonel Christian Carde, medeoprichter van de vereniging Allège-Ideal, verzette zich tegen het gebruik van de rollkur op zowel het wedstrijdterrein als bij de training en hij benadrukte dat deze in strijd was met de regels van de dressuur die in 1929 waren vastgelegd. Artikel 401 bepaalde dat het paard 'zich zonder enige spanning of weerstand in volledige ontspanning moet overgeven aan het bit en […] het bit moet accepteren met licht en zacht contact. De nek moet daarbij 'het hoogste punt van de hals zijn'. Artikel 419 stelde eveneens dat het doel van dressuurwedstrijden was om 'de Rijkunst te vrijwaren van alle veranderingen die ze kan ondergaan en deze intact over te dragen op de komende generaties'. Volgens Paul Stecken was de rollkur in strijd met de principes van de harmonie tussen mens en paard die de basis vormt van iedere dressuurwedstrijd. Het toestaan van LDR als techniek bij het losrijden (en in z'n algemeenheid elke houding van de neus achter de loodlijn) was eveneens in strijd met artikel 401.